# Otto Johann Müller
Otto Johann Müller (født 12. december 1692, død 26. maj 1762) var en holstensk arkitekt.
Den militært uddannede Otto Johann Müller blev i 1735 Claus Stallknechts efterfølger som kongelig landbygmester i hertugdømmerne. 1760 gik han af og blev efterfulgt af Johann Gottfried Rosenberg. Müller fik ingeniørkaptajns karakter 23. november 1739, majors karakter 26. oktober 1746, men var vist ikke fast ansat som officer, for da han 1754 ansøgte om tilladelse til at bære porte d'épée (kårdegehæng), blev anmodningen afslået, og han nævnes ikke i etaterne. Hans værker er for få og spredte til, at man kan fælde en dom om hans evner. Hans hovedværk er Uetersen Klosterkirke, der dog udførtes sammen med Jasper Carstens, der antages at være den egentlige kreative kraft bag designet.
Han ægtede 25. april 1738 Maria Charlotte Amalie Nissen (14. maj 1711 i Slesvig by – 1771), datter af købmand Johan Nissen og Augusta Elisabeth Paulsen og adoptivdatter af borgmester i Slesvig by Otto Hinrich Böhne.

## Værker
- Udkast til Nordertor på Gottorp Slot (1722)
- Tegning til pastor Schultz' hus i Altona (1727, Københavns Stadsarkiv)
- Restaurering og delvis nyopførelse af Duborg Slotsmølle ved Flensborg (1735)
- Ombygning af amtsgården i Slesvig by (1741-42)
- Økonomibygning ved herregården Gelting i Angel, efter tegning af Cay Dose (1746 og 1753)
- Ledelsen af opførelsen af Uetersen Klosterkirke, efter tegning af Jasper Carstens (1747-50)
- Ombygning af Husum Slot (1750-52, udført af Cay Dose)

Projekter:
- Tugthusbygning ved Duborg Slot, Flensborg (1736-38)

Tilskrivninger:
- Tegningerne i Laurids de Thurah: Den danske Vitruvius, II, 1749 (slottene i hertugdømmerne og grevskaberne)
- Istandsættelse og ombygning af kirken i Bøl i Slesvig (1750)
- Postholdergården, Søndergade 20, Aabenraa (1755)